# Autobiography of Mistachuck
Autobiography of Mistachuck – debiutancki album amerykańskiego rapera Chucka D. Został wydany 22 października, 1996 roku. Album zadebiutował na 190. miejscu notowania Billboard 200.

## Lista utworów
| Nr. | Tytuł                                         | Twórcy                                          | Czas |
| --- | --------------------------------------------- | ----------------------------------------------- | ---- |
| 1.  | Mistachuck                                    | Ridenhour/Stevens                               | 4:23 |
| 2.  | No                                            | Harrison/Jason/Ridenhour                        | 4:32 |
| 3.  | Generation Wrekkked                           | Dubose/Jason/Ridenhour                          | 4:05 |
| 4.  | Niggativity...Do I Dare Disturb the Universe? | Ridenhour/Rinaldo                               | 4:18 |
| 5.  | Free Big Willie                               | Isley Bros./Jasper/Ridenhour/Stevens/Gerald     | 4:40 |
| 6.  | Horizontal Heroin                             | Griffin/Ridenhour/Young                         | 1:43 |
| 7.  | Talk Show Created the Fool                    | Brewser/Dubose/Ridenhour                        | 5:32 |
| 8.  | Underdog                                      | Ridenhour/Rinaldo                               | 4:12 |
| 9.  | But Can You Kill the Nigger in You?           | Hayes/Ridenhour/Saddler                         | 4:59 |
| 10. | Endonesia                                     | Dash/R. Harding/Ridenhour/Stevens/Watkins/Young | 4:47 |
| 11. | The Pride                                     | DeHaney/Ridenhour/Stevens/Williams              | 4:26 |
| 12. | Paid                                          | Dash/Key/Ridenhour/Rinaldo/Walker               | 5:41 |